# Dativ
Dativ eller hensynsfald er en grammatisk kasus (på dansk 'fald'), som findes i visse sprog, herunder tysk og latin. Dativ medfører en særlig bøjning af navneord, kendeord og personlige stedord, når de er hensynsled i en sætning, eller de står efter visse præpositioner, der siges at styre dativ.
Dativ (hensynsfald) må ikke forveksles med hensynsled. Hensynsled siger noget om et ords grammatiske funktion i en sætning, mens dativ siger noget om bøjningen af ordet eller det tilknyttede kendeord.
På dansk findes der tre kasus: nævnefald eller grundledsfald (nominativ), fællesfald eller afhængighedsfald (oblik kasus) og ejefald (genitiv). På dansk sker der alene bøjning af navneord, egennavne og stedord i genitiv ved tilføjelse af s, mens de personlige stedord bøjes forskelligt i alle tre kasus. F.eks. bøjes 1. person ental jeg, mig og min/mit/mine i henholdsvis nominativ, oblik kasus og genitiv.
I ældre dansk var der både akkusativ og dativ, men forskellen forsvandt i løbet af middelalderen. Den fælles kasus i nudansk er fællesfald, afhængighedsfald eller oblik kasus.
Da dativ ikke længere eksisterer på dansk, benyttes fællesfald (afhængighedsfald) af stedord, der står som hensynsled. Hensynsled er betegnelsen for indirekte objekt i en sætning.
Eksempel: Lene købte mig en kage. Hensynsleddet (mig) får et genstandsled (kage) af grundleddet (Lene).
Personlige pronominer bøjet i fællesfald (brugt som både genstandsled og hensynsled).
- Første person, singularis — mig
- Anden person, singularis — dig, Dem
- Tredje person, singularis — ham, hende, den, det
- Første person, pluralis — os
- Anden person, pluralis — jer, Dem
- Tredje person, pluralis — dem

På tysk findes der både mich (akkusativ) og mir (dativ) for det, der kun kan bøjes i afhængighedsfald, mig, på dansk.
Eksemplet ovenfor lyder derfor som følger på tysk: Lene hat mir einen Kuchen gekauft. Som illustration af at man på tysk også bøjer navneord (og ikke alene stedord som på dansk) ses, at navneordet Kuchen er bøjet i akkusativ einen Kuchen, da det står som genstandsled. Hvis det blev benævnt uden for en sætning, ville det være bøjet i nominativ ein Kuchen. Strengt taget er det kendeordet og ikke navneordet, der er bøjet i eksemplet med Kuchen, da navneordet ikke ændrer form. Men både kendeord og navneord ændrer form fra nominativ der Junge til akkusativ den Jungen.